# La Première Idylle de Bout de Zan
La Première Idylle de Bout de Zan est un film muet français réalisé par Louis Feuillade et sorti en 1913.
Pour plus de détails, voir Fiche technique et Distribution.

## Fiche technique
- Réalisation et scénario : Louis Feuillade
- Société de production : Société des Etablissements L. Gaumont
- Pays de production : France
- Format :  Noir et blanc - 1,33:1 - 35 mm -  film muet
- Métrage : 305 m
- Genre : Comédie
- Date de sortie : 
  - France : mars 1913

## Distribution
- René Poyen : Bout de Zan
- René Navarre
- Renée Carl